# 弓形虫

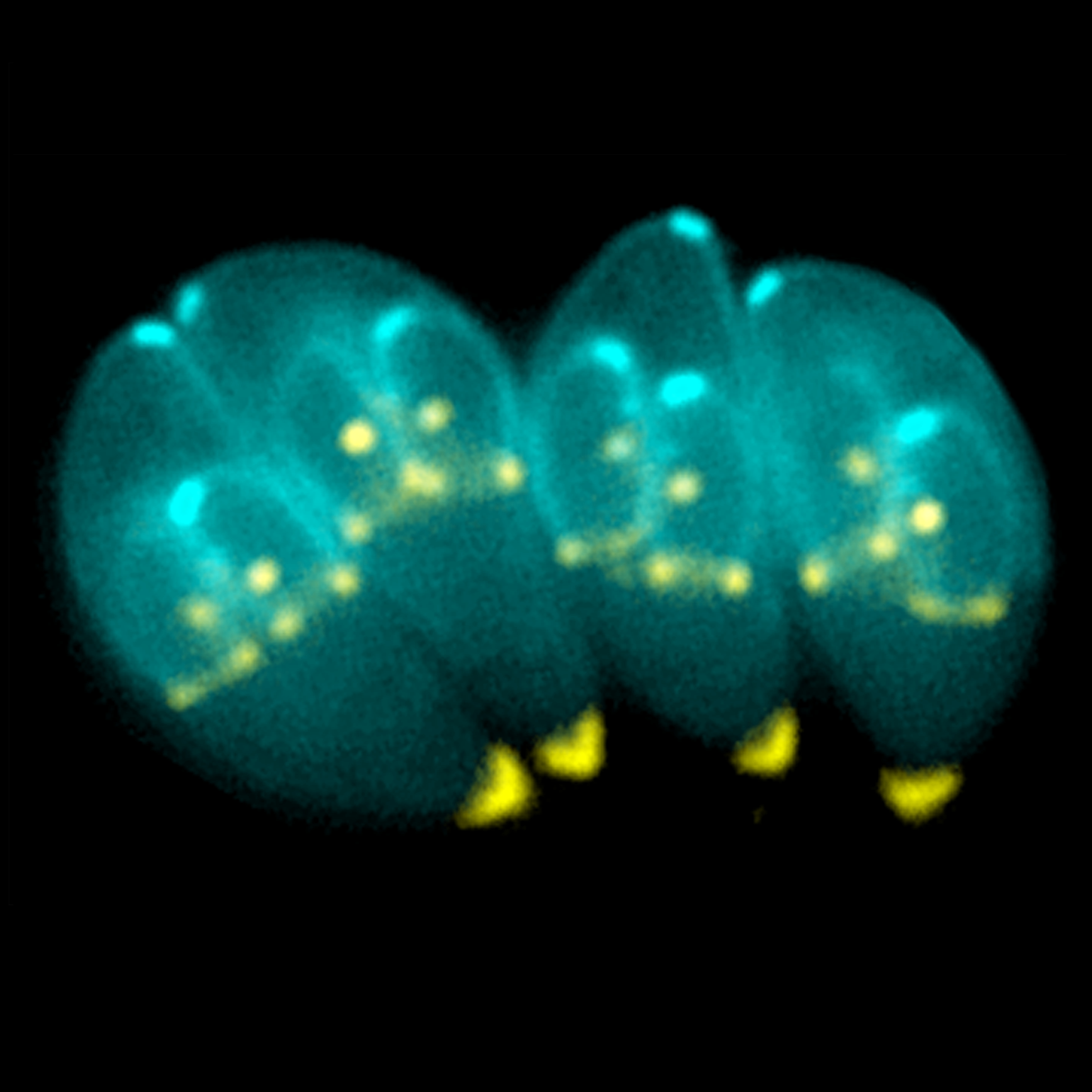
分裂中的弓形虫寄生蟲

弓形虫（学名：Toxoplasma gondii），亦称为弓漿蟲、弓蟲，或連同種小名一起稱作龚地弓形虫，是肉孢子虫科弓形虫属的唯一物種，屬於寄生性生物。已确定的宿主是猫，而弓形虫的携带者包括很多的恒温动物（鸟类和哺乳动物）。
弓形虫病是一种病原体为弓形虫的传染病。通常病徵轻微或具有自限性，但是会对胎儿和具有免疫缺陷的人或猫造成严重甚至是致命的伤害。
當一個人或其它動物進食了被形成孢子的蟲卵囊污染的食物時，弓形蟲會複製和侵佔他們的身體而令他們可能受到感染。這過程是沒有症狀或只有很溫和、短暫的發燒及疲倦。大多數人永遠不知道他們已受到感染。如果宿主動物或人類有完善的免疫系統，它會變成組織囊腫而被隔離，它通常進入休眠，並在宿主有生之年不引起疾病。不過，當未受感染的動物或人服食包含這些囊腫的肉類時，他們可能會受到感染。組織囊腫會被71℃/160oF烹煮而受到破壞，所以煮熟的肉類可以安全食用。

## 結構

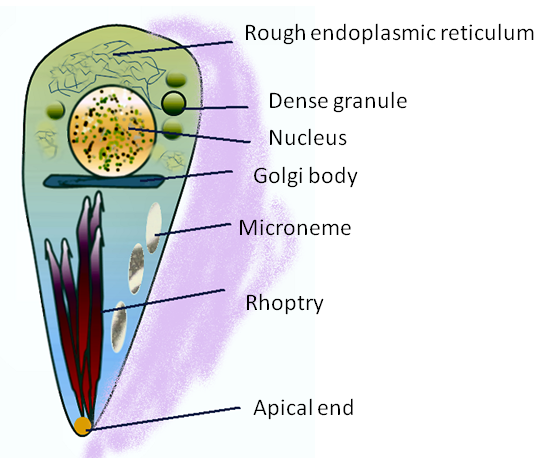
弓形蟲結構圖

弓形虫包含稱為rhoptries和micronemes的細胞器，以及其他細胞器。

## 生命週期

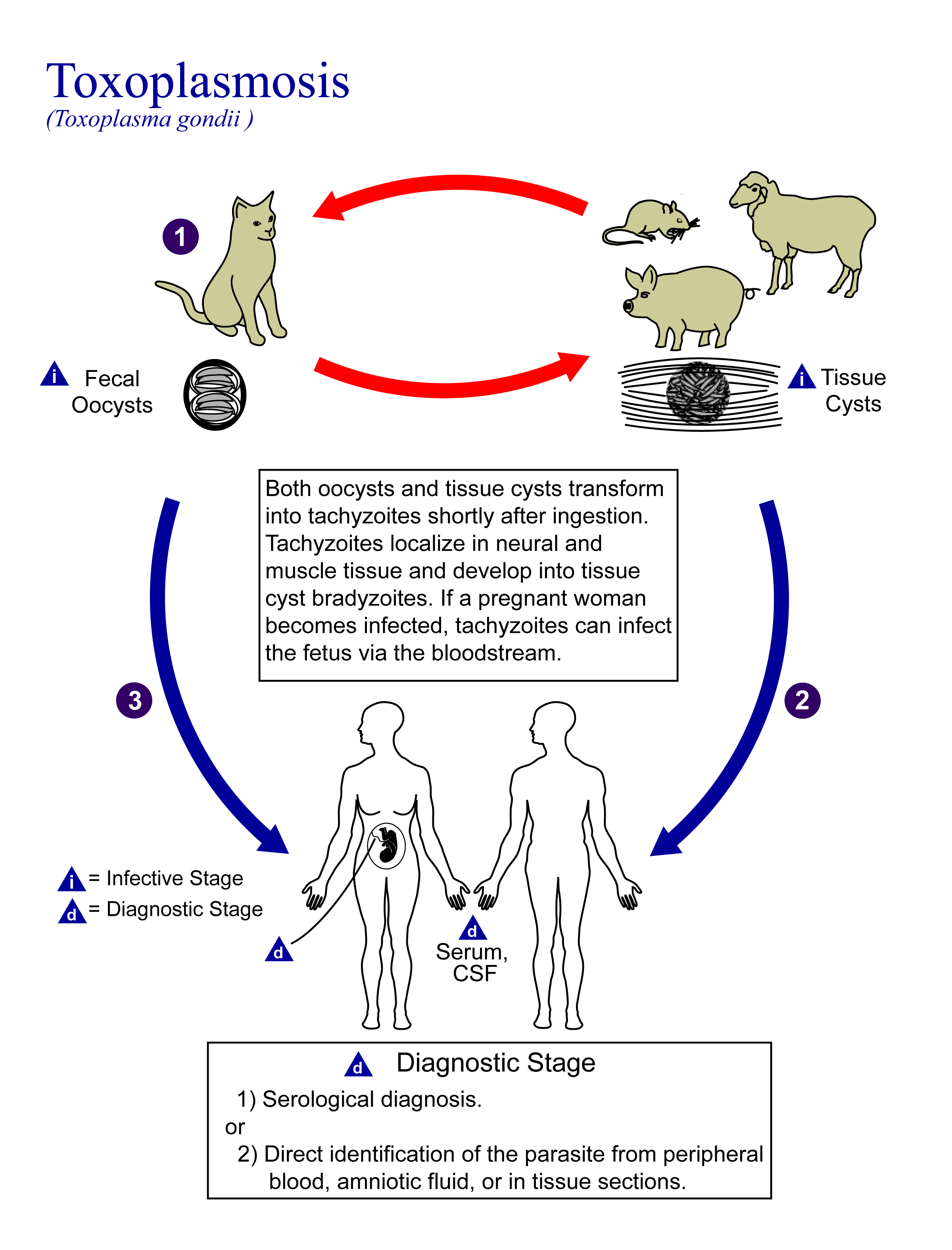
弓形蟲的生命週期

更詳細的圖。 被感染的貓的糞便會感染被貓捕食的囓齒動物，這些囓齒動物更容易被貓吃掉； 它還感染為肉類而飼養的動物，這是一種媒介，取決於肉類的處理方式

剛地弓形蟲的生命週期可以大致概括為兩個組成部分：僅在貓（貓科動物、野生或家養）中發生的有性組成部分，以及幾乎所有溫血動物，包括人類、貓、和鸟類:2 。 因為弓形蟲只能在貓體內進行有性繁殖，所以貓是弓形蟲的最終宿主。 所有其他宿主——其中只能發生無性繁殖——都是中間宿主。

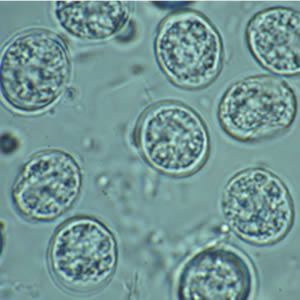
糞便浮選中的弓形蟲卵囊

## 細胞階段
在其生命週期的不同時期，個體寄生蟲轉化為不同的細胞階段，每個階段都有不同的細胞形態、生物化學、和行為特徵。 這些階段包括速殖子、裂殖子、緩殖子（在組織囊中發現）和子孢子（在卵囊中發現）。

## 宿主
主要宿主為溫血的脊椎動物，但亦能令一些鸟类及冷血动物感染，而且廣泛分布於自然環境中。弓漿蟲寄生在肌肉和內臟中。貓是唯一可以從糞便傳染此寄生蟲的宿主，而一般的家貓由於沒有出外接觸土地的機會，因此幾乎不會感染，有感染的貓、也只有在初次感染後的兩週內才具有傳播能力。

## 特别注意
目前尚无经过许可及验证有效的用于预防弓形虫的疫苗，一些爱猫人士通过兽医或者网络购买的所谓弓形虫疫苗均是小作坊生产的假药。

## 治療
在人類中，活躍弓形蟲病可以用乙胺嘧啶和磺胺嘧啶等藥物聯合亞葉酸治療。 免疫功能低下的患者可能需要持續治療，直到/除非他們的免疫系統恢復。

## 基因組
已對 60 多種弓形蟲菌株的基因組進行了測序。 大多數大小為60–80 Mb，由11–14 條染色體組成。 主要菌株編碼7,800–10,000種蛋白質，其中約5,200種在 RH、GT1、ME49、VEG 中是保守的。  已經建立了一個數據庫 ToxoDB 來記錄弓形蟲的基因組信息。

## 外部連結
- （英文）ToxoDB : The Toxoplasma gondii genome resource （页面存档备份，存于）  at the VEuPathDB Bioinformatics Resource Center
- （英文）Parasites - Toxoplasmosis (Toxoplasma infection) （页面存档备份，存于） 美国疾病控制与预防中心(CDC)
- （英文）Taking out Toxo and the Toxoplasmosis Research Institute and Center （页面存档备份，存于） 芝加哥大学
- （英文）Anti-Toxo : A Toxoplasma news blog and list of research laboratories （页面存档备份，存于），作者為印第安纳大学醫學院比爾·沙利文 （页面存档备份，存于）
- 寄生蟲學-protozoa(原蟲)-Toxoplasma gondii(弓漿蟲)